# 河端朋之
河端 朋之（かわばた ともゆき、1985年2月7日 - ）は、鳥取県琴浦町出身の競輪選手、自転車競技選手。日本競輪選手会岡山支部所属。日本競輪学校（当時。以下、競輪学校）第95期生。師匠は竹本茂（81期）。

## 来歴
鳥取県立倉吉工業高等学校を経て、同校の実習助手等の職に就きながらレース活動を行い、2005年の全日本自転車競技選手権大会（以下、全日本選手権）のスプリントで3位に入る。さらに2006年の兵庫国体ではチームスプリントで、2007年の秋田国体ではスプリントでそれぞれ優勝。その後第95期生として競輪学校に入校し、在校競走成績は23勝を挙げ第10位であった。
2009年1月1日、ホームバンクとなる玉野競輪場でデビューし6着。初勝利は1月2日。
2022年5月1日、青森競輪場での施設整備等協賛競輪にてGIII初優勝。
2022年9月4日、PIST6の予選タイムトライアルで10秒009（200m）を記録し、大会記録を達成した。
2023年、第32回寬仁親王牌・世界選手権記念トーナメントにて特別競輪で初の決勝戦進出を果たす。

## 主な実績
2011年
- 全日本選手権のスプリントで3位、同ケイリンで2位に入り、その後日本代表入り。
- 12月29日に平塚競輪場で開催された「ナショナルチームカップ」に当時S級2班ながら選出され2着に入る健闘を見せた。

2012年
- 4月に開催された世界選手権のメンバーには選出されず、この時点で同年開催のロンドンオリンピック出場の夢は潰えた。
- 5月に行われた全日本プロ選手権自転車競技大会（全プロ）・スプリントで初優勝。
- 全日本選手権で「三冠」を達成。
  - スプリント 優勝
  - ケイリン 優勝
  - チームスプリント 優勝（+ 稲毛健太、坂本貴史）
- 2012-2013トラックW杯第１戦カリ大会

　　　スプリント 銀メダル/チームスプリント 銀メダル/スプリント 6位
- 2012-2013トラックW杯第２戦グラスコー大会

　　　スプリント 8位/チームスプリント 9位
2013年
- 2012-2013トラックW杯第３戦アグエスカリエンテス大会

　　　スプリント 17位/チームスプリント 12位
- 2013 UCIトラック世界選手権

　　　スプリント 24位
- 2013-2014トラックW杯第１戦マンチェスター大会

　　　スプリント 33位/チームスプリント
- 2013-2014トラックW杯第２戦アグエスカリエンテス大会

　　　スプリント 17位/チームスプリント 12位（+中川誠一郎、渡邉一成での予選タイム43”092は日本記録）
- 第82回全日本自転車競技選手権大会トラック・レース

　　　ケイリン 3位/スプリント 優勝
- 全日本プロ選手権自転車競技大会（全プロ）

　　　スプリント 2位
2014年
- 2013-2014トラックW杯第３戦グアダラハラ大会

　　　スプリント 41位
- 2014 UCIトラック世界選手権

　　　スプリント 27位
- 第83回全日本自転車競技選手権大会トラック・レース

　　　ケイリン 4位/スプリント 2位
- 9月に開催された2014年アジア競技大会

　　　男子スプリントで銀メダル。
2015年
- 2014-2015トラックW杯第３戦カリ大会

　　　スプリント 37位
- 2015 UCIトラック世界選手権

　　　スプリント 30位
- 第84回全日本自転車競技選手権大会トラック

　　　レース・ケイリン 3位/スプリント3位
- 全日本プロ選手権自転車競技大会（全プロ）

　　　スプリント 2位
- アジア選手権トラック

　　　男子スプリントで金メダル。
- 2015-2016トラックW杯第２戦ケンブリッジ大会

　　　スプリント 38位
2016年
- 2015-2016トラックW杯第３戦香港大会

　　　スプリント 47位
- 第85回全日本自転車競技選手権大会トラック・レース

　　　ケイリン 優勝/スプリント優勝
- 2016-2017トラックW杯第１戦グラスゴー大会

　　　ケイリン 11位/スプリント17位
- 2016-2017トラックW杯第２戦アペルドールン大会

　　　ケイリン 12位/スプリント 16位/チームスプリント 13位
- アジア選手権トラック

　　　男子スプリント 8位
2017年
- 2016-2017トラックW杯第３戦カリ大会

　　　ケイリン 4位（ゴール直後に落車）/スプリント 棄権
- 2016-2017トラックW杯第４戦ロサンゼルス大会

　　　怪我のため不参加
- 2017 UCIトラック世界選手権

　　　ケイリン 13位/スプリント 31位
- アジア選手権トラック

　　　男子スプリント 銀メダル
- 全日本プロ選手権自転車競技大会（全プロ）

　　　スプリント 2位
- 2017-2018トラックW杯第１戦プルシコフ大会

　　　スプリント15位/チームスプリント 9位
- 2017-2018トラックW杯第２戦マンチェスター大会

　　　チームスプリント 11位/ケイリン13位
- 2017-2018トラックW杯第３戦ミルトン大会

　　　スプリント 13位/ケイリン 11位
- 2017-2018トラックW杯第４戦サンティアゴ大会

　　　チームスプリント 5位
2018年
- アジア選手権トラック

　　　男子ケイリン 金メダル/チームスプリント 銀メダル
- 2018 UCIトラック世界選手権[3][4]

　　　男子ケイリン 銀メダル ※日本選手が同種目で表彰台に上がるのは、1993年大会で吉岡稔真が銅メダルを獲得して以来25年ぶり。
- モスクワグランプリ2018

　　　男子ケイリン 金メダル
　　　男子スプリント 9位（予選タイム9秒693で自己新記録）なお、同予選5位、脇本雄太の9秒634は、中川誠一郎が持つ9秒702を超える5年ぶりの日本記録
- 2018-2019トラックW杯第１戦フランス大会

　　　スプリント22位/ケイリン 10位
- 2018-2019トラックW杯第2戦カナダ大会

　　　スプリント20位/ケイリン 17位
2019年
- 2018-2019トラックW杯第6戦香港大会

　　　ケイリン 銀メダル
2023年
- 全日本プロ選手権自転車競技大会（全プロ）

　　　スプリント 準優勝(優勝者：雨谷一樹)
2024年
- 全日本プロ選手権自転車競技大会（全プロ）

　　　スプリント 優勝(準優勝者：雨谷一樹)
2025年
- 全日本プロ選手権自転車競技大会（全プロ）

　　　スプリント 準優勝(優勝者：雨谷一樹)